# Eurocupa (feminin)
Eurocupa feminină este a doua cea mai puternică competiție de baschet feminin din Europa.Este organizată de FIBA Europa.

## Rezultate
| 2002–03 Details | Rusia (Samara)                                              | Pays d'Aix-en-Provence                                      | 80–71                                                       | CB Islas Canarias                                           | VBM-SGAU                                                    | 84–70                                                       | Ano Liosia                                                  |                                                             |                                                             |
| 2003–04 Details | Turcia (Istanbul)                                           | Baltiyskaya Zvezda St. Petersburg                           | 68–64                                                       | Szolnoki MÁV Coop                                           | Dynamo Moscow                                               | 76–72                                                       | Fenerbahçe                                                  |                                                             |                                                             |
| 2004–05 Details | Italia (Naples)                                             | Phard Napoli                                                | 53–45                                                       | Fenerbahçe                                                  | Anda Ramat Hasharon                                         | 86–72                                                       | Croatia Zagreb                                              |                                                             |                                                             |
| 2005–06 Details | 2 matches played in the final                               | Spartak Moscow Region                                       | 152–131 80–65 / 72–66                                       | Pays d'Aix-en-Provence                                      | Avenida and Coconuda Maddaloni                              | Avenida and Coconuda Maddaloni                              | Avenida and Coconuda Maddaloni                              |                                                             |                                                             |
| 2006–07 Details | 2 matches played in the final                               | Dynamo Moscow                                               | 150–117 74–61 / 76–56                                       | CA Faenza                                                   | Lavezzini Parma and Germano Zama Faenza                     | Lavezzini Parma and Germano Zama Faenza                     | Lavezzini Parma and Germano Zama Faenza                     |                                                             |                                                             |
| 2007–08 Details | 2 matches played in the final                               | Beretta Famila Schio                                        | 165–136 87–67 / 78–69                                       | BC Moscow                                                   | Galatasaray and Elitzur Ramla                               | Galatasaray and Elitzur Ramla                               | Galatasaray and Elitzur Ramla                               |                                                             |                                                             |
| 2008–09 Details | 2 matches played in the final                               | Galatasaray                                                 | 137–128 55–67 / 82–61                                       | Cras Basket Taranto                                         | Dynamo Kursk and Dynamo Moscow                              | Dynamo Kursk and Dynamo Moscow                              | Dynamo Kursk and Dynamo Moscow                              |                                                             |                                                             |
| 2009–10 Details | 2 matches played in the final                               | Athinaikos                                                  | 118–114 65–57 / 53–57                                       | Nadezhda Orenburg                                           | Dynamo Kursk and Saarlouis Royals                           | Dynamo Kursk and Saarlouis Royals                           | Dynamo Kursk and Saarlouis Royals                           |                                                             |                                                             |
| 2010–11 Details | 2 matches played in the final                               | Elitzur Ramla                                               | 122–114 61–61 / 61–53                                       | ASPTT Arras                                                 | Athinaikos and Chevakata                                    | Athinaikos and Chevakata                                    | Athinaikos and Chevakata                                    |                                                             |                                                             |
| 2011–12 Details | 2 matches played in the final                               | Dynamo Kursk                                                | 130–121 55–69 / 75–52                                       | Kayseri Kaski SK                                            | Chevakata and Botaș                                         | Chevakata and Botaș                                         | Chevakata and Botaș                                         |                                                             |                                                             |
| 2012–13 Details | 2 matches played in the final                               | Dynamo Moscow                                               | 136–135 66–61 / 70–74                                       | Kayseri Kaski SK                                            | Chevakata and Ružomberok                                    | Chevakata and Ružomberok                                    | Chevakata and Ružomberok                                    |                                                             |                                                             |
| 2013–14 Details | 2 matches played in the final                               | Dynamo Moscow                                               | 158–150 97–65 / 61–85                                       | Dynamo Kursk                                                | Villeneuve-d'Ascq and İstanbul Üniversitesi                 | Villeneuve-d'Ascq and İstanbul Üniversitesi                 | Villeneuve-d'Ascq and İstanbul Üniversitesi                 |                                                             |                                                             |
| 2014–15 Details | 2 matches played in the final                               | ESB Villeneuve-d'Ascq                                       | 137–121 64–68 / 73–53                                       | Royal Castors Braine                                        | Maccabi Bnot Ashdod and İstanbul Üniversitesi               | Maccabi Bnot Ashdod and İstanbul Üniversitesi               | Maccabi Bnot Ashdod and İstanbul Üniversitesi               |                                                             |                                                             |
| 2015–16 Details | 2 matches played in the final                               | Tango Bourges Basket                                        | 105–93 51–40 / 54–53                                        | ESB Villeneuve-d'Ascq                                       | AGÜ Spor and Basket Landes                                  | AGÜ Spor and Basket Landes                                  | AGÜ Spor and Basket Landes                                  |                                                             |                                                             |
| 2016–17 Details | 2 matches played in the final                               | Yakın Doğu Üniversitesi                                     | 136–127 73–69 / 63–58                                       | Bellona AGÜ                                                 | Hatay BB and Galatasaray                                    | Hatay BB and Galatasaray                                    | Hatay BB and Galatasaray                                    |                                                             |                                                             |
| 2017–18 Details | 2 matches played in the final                               | Galatasaray                                                 | 155–140 90–68 / 65–72                                       | Reyer Venezia                                               | Hatay BB and Perfumerías Avenida                            | Hatay BB and Perfumerías Avenida                            | Hatay BB and Perfumerías Avenida                            |                                                             |                                                             |
| 2018–19 Details | 2 matches played in the final                               | Nadezhda Orenburg                                           | 146–132 71–75 / 75–57                                       | Lattes Montpellier                                          | Famila Schio and Spar CityLift Girona                       | Famila Schio and Spar CityLift Girona                       | Famila Schio and Spar CityLift Girona                       |                                                             |                                                             |
| 2019–20 Details | Curtailed and voided due to the COVID-19 pandemic in Europe | Curtailed and voided due to the COVID-19 pandemic in Europe | Curtailed and voided due to the COVID-19 pandemic in Europe | Curtailed and voided due to the COVID-19 pandemic in Europe | Curtailed and voided due to the COVID-19 pandemic in Europe | Curtailed and voided due to the COVID-19 pandemic in Europe | Curtailed and voided due to the COVID-19 pandemic in Europe | Curtailed and voided due to the COVID-19 pandemic in Europe | Curtailed and voided due to the COVID-19 pandemic in Europe |
| 2020–21 Details | Ungaria (Szekszárd)                                         | Valencia Basket                                             | 82–81                                                       | Reyer Venezia                                               | Atomerőmű KSC Szekszárd                                     | 68–55                                                       | Flammes Carolo Basket                                       |                                                             |                                                             |
| 2021–22 Details | Franța (Bourges)                                            | Tango Bourges Basket                                        | 74–38                                                       | Umana Reyer Venezia                                         | Galatasaray                                                 | 75–67                                                       | CBK Mersin Yenisehir Bld                                    |                                                             |                                                             |
| 2022–23 Details | Two-legs final                                              | LDLC ASVEL Féminin                                          | 180–113 95–56 / 85–57                                       | Galatasaray                                                 | Umana Reyer Venezia and Villeneuve-d'Ascq                   | Umana Reyer Venezia and Villeneuve-d'Ascq                   | Umana Reyer Venezia and Villeneuve-d'Ascq                   |                                                             |                                                             |
| 2023–24 Details | Two-legs final                                              | London Lions                                                | 149–145 68–75 / 81–70                                       | Beșiktaș                                                    | Umana Reyer Venezia and Spar Girona                         | Umana Reyer Venezia and Spar Girona                         | Umana Reyer Venezia and Spar Girona                         |                                                             |                                                             |
| 2024–25 Details | Two-legs final                                              | Villeneuve-d'Ascq                                           | 162–145 78–75 / 84–70                                       | Baxi Ferrol                                                 | LDLC ASVEL Féminin and Sopron Basket                        | LDLC ASVEL Féminin and Sopron Basket                        | LDLC ASVEL Féminin and Sopron Basket                        |                                                             |                                                             |

## Performanțe

### Pe țări
| Țară         | Titluri | Finalista | Finale |
| ------------ | ------- | --------- | ------ |
| Rusia        | 7       | 3         | 10     |
| Franța       | 6       | 4         | 10     |
| Turcia       | 3       | 6         | 9      |
| Italia       | 2       | 5         | 7      |
| Spania       | 1       | 2         | 3      |
| Regatul Unit | 1       | 0         | 1      |
| Grecia       | 1       | 0         | 1      |
| Israel       | 1       | 0         | 1      |
| Ungaria      | 0       | 1         | 1      |
| Belgia       | 0       | 1         | 1      |

### Pe cluburi
| Loc | Club                                | Țară         | Titluri | Finalista |
| --- | ----------------------------------- | ------------ | ------- | --------- |
| 1   | Dynamo Moscow                       | Rusia        | 3       | 0         |
| 2   | Galatasaray                         | Turcia       | 2       | 1         |
| 2   | ESB Villeneuve-d'Ascq               | Franța       | 2       | 1         |
| 4   | Tango Bourges Basket                | Franța       | 2       | 0         |
| 5   | Aix-en-Provence                     | Franța       | 1       | 1         |
| 5   | Dynamo Kursk                        | Rusia        | 1       | 1         |
| 5   | Nadezhda Orenburg                   | Rusia        | 1       | 1         |
| 8   | Yakın Doğu Üniversitesi             | Turcia       | 1       | 0         |
| 8   | Baltiyskaia Zvezda Saint Petersburg | Rusia        | 1       | 0         |
| 8   | Spartak Moscow                      | Rusia        | 1       | 0         |
| 8   | Beretta Famila Schio                | Italia       | 1       | 0         |
| 8   | Phard Napoli                        | Italia       | 1       | 0         |
| 8   | Sony Athinaikos                     | Grecia       | 1       | 0         |
| 8   | Elitzur Ramla                       | Israel       | 1       | 0         |
| 8   | Valencia Basket                     | Spania       | 1       | 0         |
| 8   | ASVEL Féminin                       | Franța       | 1       | 0         |
| 8   | London Lions                        | Regatul Unit | 1       | 0         |
| 18  | Kayseri Kaski SK                    | Turcia       | 0       | 3         |
| 18  | Reyer Venezia                       | Italia       | 0       | 3         |
| 20  | BC Moscow Region                    | Rusia        | 0       | 1         |
| 20  | CA Faenza                           | Italia       | 0       | 1         |
| 20  | Taranto Cras Basket                 | Italia       | 0       | 1         |
| 20  | Fenerbahçe                          | Turcia       | 0       | 1         |
| 20  | ASPTT Arras                         | Franța       | 0       | 1         |
| 20  | Islas Canarias                      | Spania       | 0       | 1         |
| 20  | Szolnoki MÁV Coop                   | Ungaria      | 0       | 1         |
| 20  | Royal Castors Braine                | Belgia       | 0       | 1         |
| 20  | Lattes Montpellier                  | Franța       | 0       | 1         |
| 20  | Baxi Ferrol                         | Spania       | 0       | 1         |